# 岡田祐佳
岡田 祐佳（おかだ ゆか、1972年7月19日 - ）は、日本のタレント、元お笑い芸人。株式会社dressers所属。旧芸名及び結婚前の本名は上嶋 祐佳（うえしま ゆか）。

## 経歴
奈良県出身。金光八尾高等学校出身。血液型B型。東京都在住。1990年代に活躍したお笑いコンビの-4℃のツッコミで、当時の相方は松本美香。かつては松竹芸能に所属していた。
1995年11月17日、芸人時代の同期のますだおかだの岡田圭右と結婚、1男1女（俳優・岡田隆之介とタレント・岡田結実）をもうけた。結婚後は芸能活動を事実上引退し主婦業や隆之介・結実の芸能活動のサポートに専念していたが、結実のブレイクに伴い2016年秋頃から数本のメディアに登場し、隆之介の本格的な俳優活動復帰に合わせ、2017年よりタレント活動を再開している。
2017年12月27日、岡田圭右との離婚を正式に発表。なお、離婚後も岡田姓で活動している。
2017年からヤザ・パパに所属していたが、2018年に所属契約満了した。現在は株式会社dressersに所属。

## 人物
自らを虚弱体質であると語り、芸能活動休止時代に肺結核を患い約3ヶ月間入院したことがある。
元夫はオリックス・バファローズファンだが、千葉ロッテマリーンズの大ファン。

## テレビ出演
- 上には上がいるもんだ （日本テレビ・2016年10月2日放送）- 娘と共演[3]。
- しゃべくり007（2017年）
- アウト×デラックス（2017年）